# 기득권 (정치)
사회학과 정치학에서 기득권(The Establishment)이라는 용어는 지배적인 사회 집단, 정치, 조직 또는 기관을 통제하는 엘리트를 설명한다. 부와 권력의 실천에서 기득권은 일반적으로 특정 기관에 갇힌 자체 선택적이고 폐쇄적인 엘리트이다. 따라서 비교적 작은 사회 계급이 모든 사회-정치적 통제를 행사할 수 있다.
1955년, 저널리스트 헨리 페어리는 사회적으로 유명하고 정치적으로 중요한 사람들의 네트워크를 나타내기 위해 기득권이라는 용어의 현대적 용법을 대중화했다.
'기득권'이란 공식 권력의 중심지만을 의미하는 것이 아니라(물론 그것들은 확실히 그 일부이기는 하지만) 권력이 행사되는 공식적이고 사회적 관계의 전체적 매트릭스를 의미한다. 영국(더 구체적으로는 잉글랜드)에서 권력을 행사하는 것은 그것이 사회적으로 행사된다는 것을 인식하지 않는 한 이해할 수 없다.

## 같이 보기
- 정실주의
- 딥 스테이트
- 과두제의 철칙
- 신세계질서 (음모론)
- 여당
- 국교
- 현황